# George Orwell

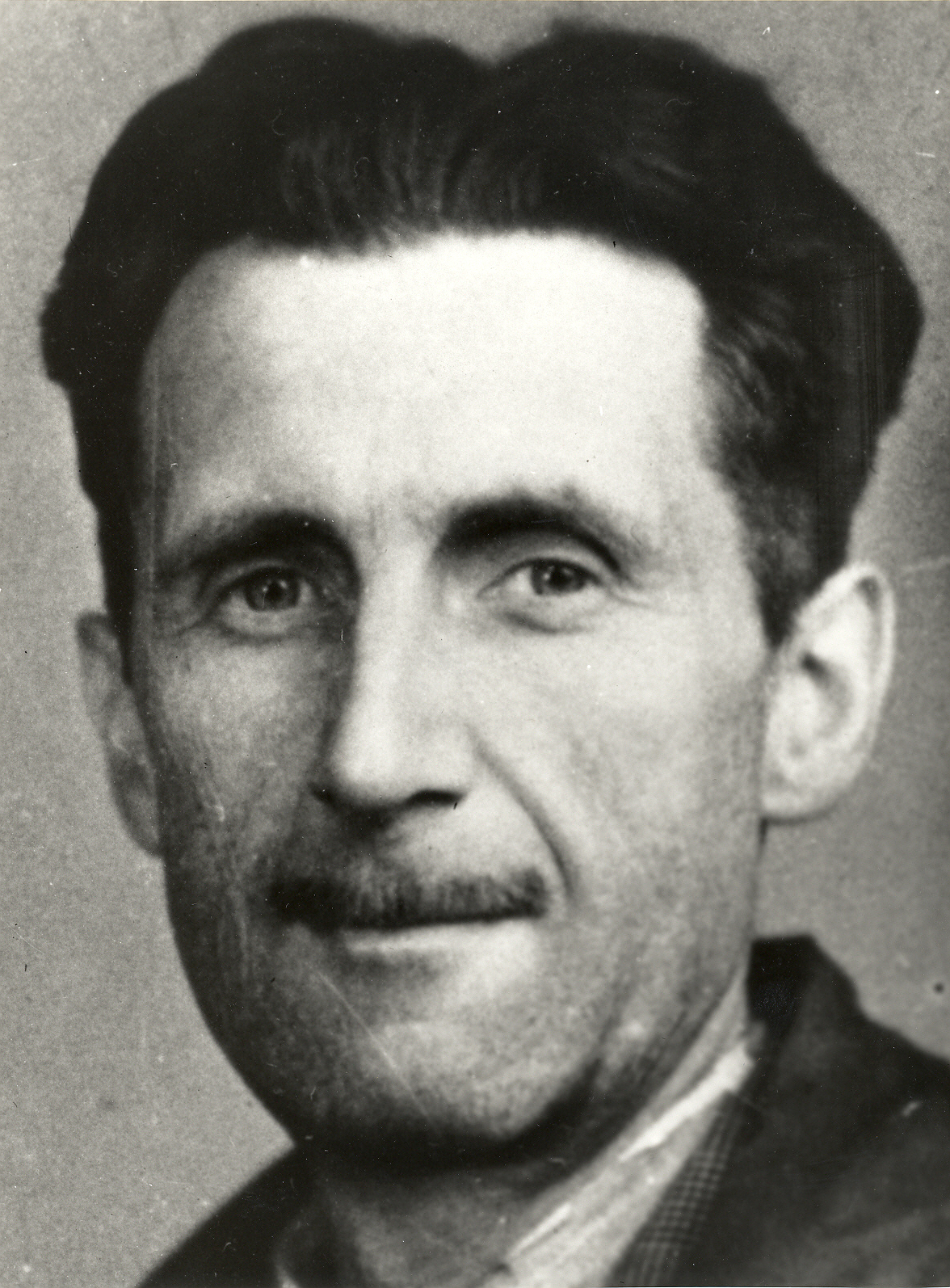
George Orwell (1943)

George Orwell (* 25. Juni 1903 in Motihari, Bihar, Britisch-Indien als Eric Arthur Blair; † 21. Januar 1950 in London) war ein englischer Schriftsteller, Essayist und Journalist.
Von 1921 bis 1927 war er Beamter der britischen Kolonialpolizei in Birma. 1936 nahm er auf republikanischer Seite am Spanischen Bürgerkrieg teil. Er schrieb Romane, wie Eine Pfarrerstochter (1935) und Auftauchen, um Luft zu holen (1939), Sozialreportagen, wie Erledigt in Paris und London (1933) und Der Weg nach Wigan Pier (1937), und Essays. Durch seine Dystopien Farm der Tiere (1945), eine satirische Fabel über den Sowjetkommunismus, und 1984 (1949), eine Zukunftsvision von einem totalitären Staat, wurde Orwell weltberühmt. Er gilt heute als einer der bedeutendsten Schriftsteller der englischen Literatur.

## Leben

### Kindheit und Ausbildung

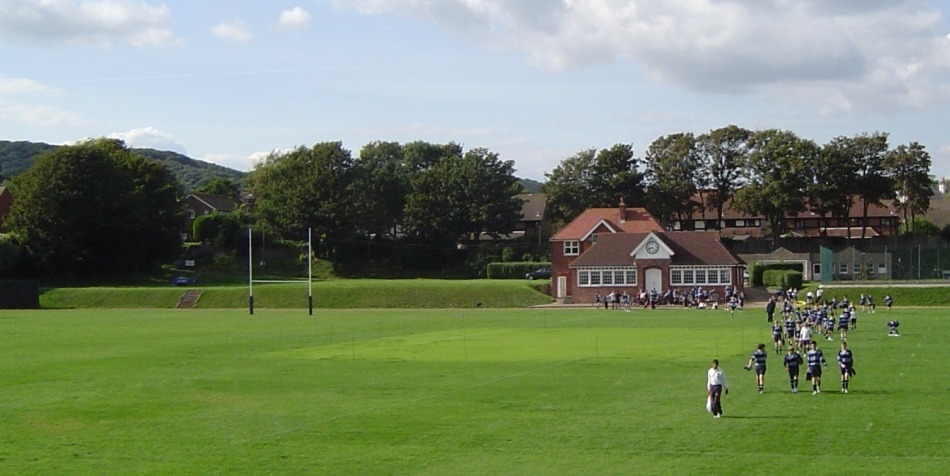
Sportgelände des St.-Cyprians-Internats in Eastbourne

Geboren wurde Eric Arthur Blair am 25. Juni 1903 in Motihari (damals Distrikthauptstadt des Distrikts Champaran, Provinz Bengalen, heute im indischen Bundesstaat Bihar). Er war das zweite Kind von Richard Walmesley Blair (1857–1939) und Ida Mabel Blair, geborene Limouzin (1875–1939). Seine Mutter entstammte einer anglo-französischen Teakholz-Händlerfamilie. Sein Vater war Kolonialbeamter des Indian Civil Service, dem die Kontrolle des legalen Opiumhandels mit China oblag. 1904 reiste seine Mutter mit ihm und seiner Schwester Marjorie nach England, wo die Familie in Henley-on-Thames, Oxfordshire, ein Haus erwarb. Im Sommer 1907 besuchte Eric seine Familie in Bengalen. 1911 wechselte er von der anglikanischen Klosterschule in Henley-on-Thames auf das private Internat Preparatory School St.Cyprian’s, in der Nähe von Eastbourne in Sussex, dessen Besuch durch einen halben Freiplatz ermöglicht wurde. Hier lernte er vor seinem zwölften Lebensjahr Cyril Connolly, den späteren Herausgeber des Horizon Magazines, kennen, der viele seiner Kurzberichte veröffentlichen und zu einem Freund auf Lebenszeit werden sollte. Seine für ihn unerquicklichen Internatserfahrungen verarbeitete er in dem 1952 posthum veröffentlichten Essay Die Freuden der Kindheit (deutsch 1989; englisch Such, Such Were the Joys). 1911 beendete sein Vater seinen Kolonialdienst und kehrte mit seiner Familie als Pensionär nach England zurück, wo die Familie ein größeres Haus in Shiplake bezog. Im Jahr 1914 wurde in einer Oxfordshirer Lokalzeitung ein Gedicht unter dem Namen des elfjährigen Schülers zum Ersten Weltkrieg veröffentlicht, Awake! Young Men of England (deutsch „Erwachet! Junge Männer von England“). Während seiner Zeit im Internat wurde ein weiteres Gedicht veröffentlicht, das den im Krieg gestorbenen Kriegsminister Kitchener (1850–1916) betrauerte. Orwell erwähnte es 1946 in einem teils autobiographischen Essay Why I Write (deutsch „Warum ich schreibe“) als ein weiteres „patriotisches Gedicht“ (englisch „patriotic poem“) neben dem Kriegsaufruf. 1915 zog die Familie wieder nach Henley-on-Thames. 1916 bewarb sich Blair für ein Stipendium und bestand die Aufnahmeprüfung für die Eliteschule Eton auf Platz 14. Im Dezember 1916 verließ er das Internat und verbrachte das erste Trimester 1917 im Wellington College. Ab Mai 1917 war er „Kings’s Scholar“ in Eton, wo er unter anderem von Aldous Huxley unterrichtet wurde. Sein Tutor in Eton war der Altphilologe Andrew Sydenham Farrar Gow. Die Familie bezog im Dezember 1921 ein Haus im Küstenort Southwold und Blair beendete den Schulbesuch in Eton.
Im Januar 1922 belegte er einen Vorbereitungskurs für die Prüfung des Indian Office bei Philip Hope in Southwold; im Sommer bestand er die Examina und beschloss, in den burmesischen Polizeidienst einzutreten.

### Polizeidienst in Burma

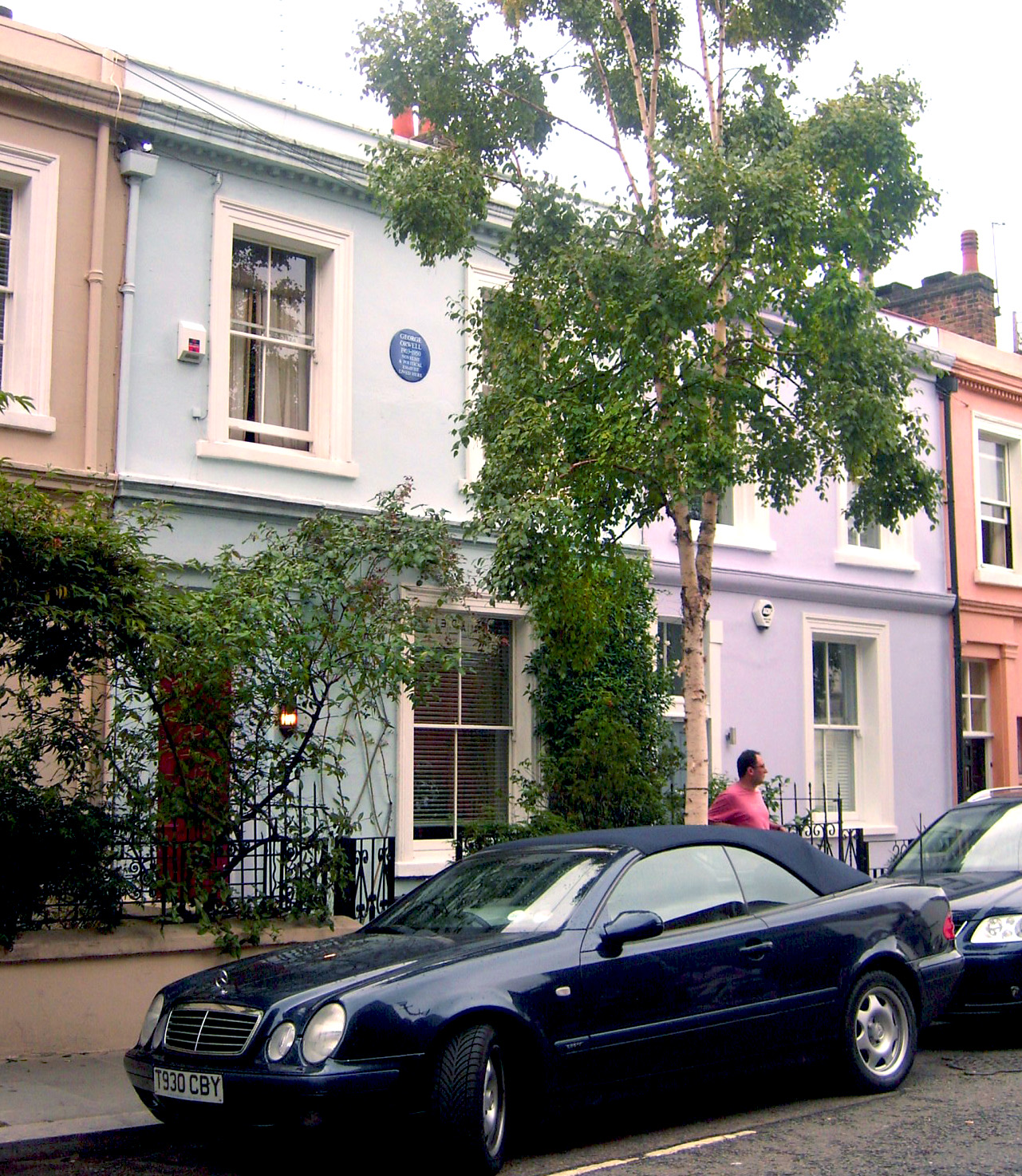
Haus in der Portobello Road in London, in dem er 1927 lebte

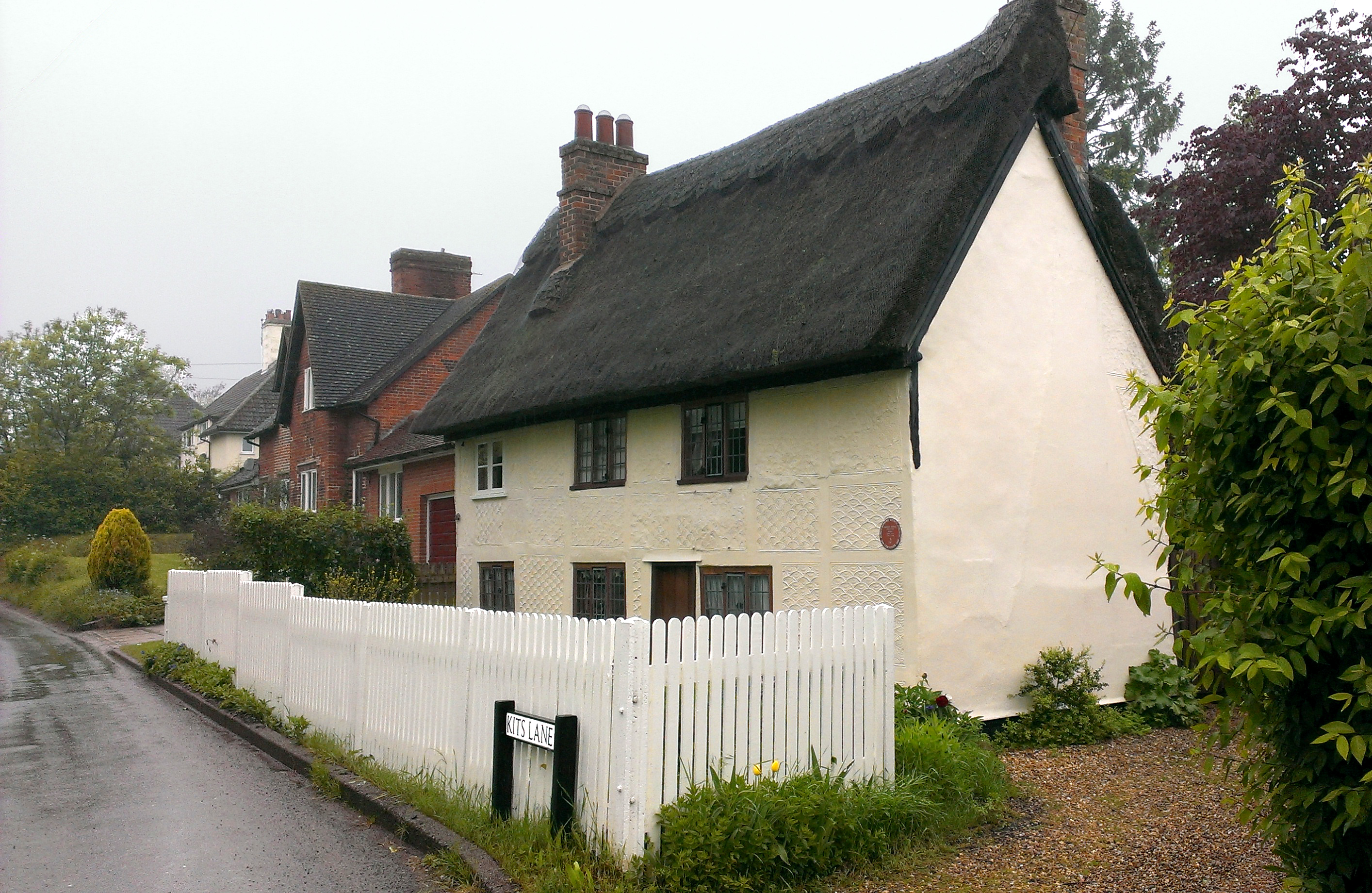
Orwell wohnte etwa 1936–1940 hier in Wallington, Hertfordshire.

Am 27. Oktober 1922 schiffte er sich nach Mandalay ein, wo er am 29. November ankam. 1923 begann er dort als Anwärter seine Ausbildung in der britischen Polizeischule, der Indian Imperial Police. Er wurde in Recht und den Landessprachen Hindustani und Burmesisch unterrichtet. Nach der Abschlussprüfung wurde er zum Assistant Superintendent of Police auf Probe ernannt (der Rang entsprach einem Leutnant, Oberleutnant oder Hauptmann der Armee, je nach Dienstalter). Seit Anfang 1924 war er als Distriktleiter in Myaungmya, Twante und Syriam im Schwemmland des Irawadi-Delta tätig. 1926 wurde er in Moulmein und in Katha in Ober-Burma eingesetzt. Bis 1927 übernahm er diverse Funktionen in der Kolonialhierarchie.
In seiner Zeit in Burma entwickelte er einen Hass gegen die Kolonialherrschaft, behielt seine Gefühle aber anfangs für sich selbst. Er verbrachte viel Zeit mit dem Lesen und schrieb auch einige Texte, darunter Gedichte und Skizzen, die später Eingang in Burmese Days fanden.

### Rückkehr nach England
Am 12. Juli 1927 trat er seinen Heimaturlaub an. Dann gab er seinen Polizeiposten ohne Angabe von Gründen auf, wurde freier Journalist und beschrieb seine Erlebnisse während seines Dienstes 1931 und 1936 in den Essays Einen Mann hängen, Einen Elefanten erschießen (englisch Shooting an Elephant) und in dem Roman Tage in Burma (englisch Burmese Days). 1928 zog Blair nach Paris, wo er Gelegenheitsarbeiten verrichtete und sich zum Schluss als Tellerwäscher verdingte. 1929 erkrankte er an einer schweren Lungenentzündung, die er im Pariser Armenspital Cochin auskurierte. Mittellos kehrte er Ende 1929 nach England zurück, wo er ein Vagabundenleben führte; zwischenzeitlich wohnte er wiederholt bei seinen Eltern in Southwold, Suffolk, und arbeitete zeitweilig als Hilfslehrer. Seine journalistischen Arbeiten erschienen in dieser Zeit beim Magazin Adelphi seines Freundes Richard Rees. Im Oktober 1930 verfasste er in einer ersten Fassung die literarische Bilanz seiner letzten beiden Jahre in Erledigt in Paris und London (englisch Down and out in Paris and London), die 1933 unter dem Pseudonym George Orwell erschien. Zeitweise arbeitete er als Lehrer in Hayes, Middlesex. Nach einer weiteren Lungenentzündung 1933 beendete er seine Lehrertätigkeit, um sich ganz der Schriftstellerei widmen zu können. Im Oktober 1934 zog er in den Londoner Stadtteil Hampstead, wo er eine Beschäftigung in der Buchhandlung Booklover’s Corner annahm.
1935 erschien sein Roman Eine Pfarrerstochter (englisch A Clergyman’s Daughter), der von den gescheiterten Bemühungen der Vermittlung eines lebendigeren Geschichtsverständnisses einer jungen Lehrerin handelt.
Im Januar 1936 stellte er das Manuskript für den 1935 begonnenen Roman Die Wonnen der Aspidistra (englisch Keep the Aspidistra Flying) fertig und erhielt von dem Verleger Gollancz das Angebot, eine Sozialreportage über die Arbeitsbedingungen und die Auswirkungen der Massenarbeitslosigkeit in den Industrierevieren Nordenglands zu schreiben, woraufhin er seine Anstellung in der Buchhandlung kündigte. Im nordenglischen Wigan registrierte 1936 die Polizei seine „kommunistischen“ Aktivitäten. Er hatte, in großer Armut lebend, für seine Sozialreportage über englische Elendsviertel recherchiert, die schließlich unter dem Titel Der Weg nach Wigan Pier (englisch The Road to Wigan Pier) erschien.  Am 9. Juni 1936 heiratete er die Psychologie-Studentin Eileen O’Shaughnessy, die er im Frühjahr 1935 bei einer Feier kennengelernt hatte.

### Kampf im Spanischen Bürgerkrieg
Am 15. Dezember 1936 reiste Orwell nach Barcelona, um als Freiwilliger auf republikanischer Seite im Spanischen Bürgerkrieg zu kämpfen. Zu diesem Zweck hatte er sich ein Empfehlungsschreiben der Independent Labour Party (ILP), einer linken Splittergruppe von Labour beschafft, und schloss sich am 30. Dezember 1936 der Miliz der  Partido Obrero de Unificación Marxista (POUM, „Arbeiterpartei der Marxistischen Einheit“) an. Die P.O.U.M. war eine Arbeiterpartei, die aus dem Zusammenschluss von  linken und rechten, anti-stalinistischen Kommunisten hervorgegangen war und die aufgrund ihrer Befürwortung der Revolution in Spanien, oft eher mit der anarchosyndikalistischen Gewerkschaft Confederación Nacional del Trabajo (CNT) zusammengearbeitet hat, als mit anderen eher anti-revolutionären Kommunisten, die aber über kaum Mitglieder im Vergleich zu Anarchisten und Kommunisten verfügte. In Barcelona sah Orwell Anfänge eines derart unbedingt freiheitlichen Sozialismus, mit abgeschafften Klassenschranken, verschwundenem Luxus und großer Solidarität in der Bevölkerung, verwirklicht. Anfang Januar 1937 wurde er der 29. Division an der Aragon-Front in Alcubierre zugeteilt. Ende Januar folgte seine Versetzung als Korporal zum ILP.-Kontingent. Das Korrespondentenbüro teilte er sich mit Ernest Hemingway, André Malraux und Leopold Kohr. Orwell verbrachte insgesamt vier Monate an der Aragon-Front und bei Teruel, war aber aufgrund einer in Aragon erreichten militärischen Pattsituation nicht in richtige Kämpfe verwickelt. 
Bei seinem Eintritt in den Spanischen Bürgerkrieg wusste der politisch noch unerfahrene Orwell noch nicht viel über die internen Konflikte auf Seiten der republikanischen Truppen und hatte sich den P.O.U.M.-Milizen eher zufällig angeschlossen, da diese Kontakte zur ILP hatten. Erst nach fünfmonatigem Spanienaufenthalt erkannte er das wahre Gesicht hinter der stalinistischen Maske, was ihn zeitlebens prägte. 
So war er bei seinem Fronturlaub in Barcelona, Teilnehmer der Maiunruhen und in der Folge Zeuge der anti-P.O.U.M. Propaganda. Am 20. Mai 1937 wurde Orwell schwer verwundet. Ein Halsdurchschuss lähmte seine Stimmbänder, machte ihn monatelang sprachlos und seine Stimme auf Dauer schwach und dünn. Als er Ende Mai aus einem P.O.U.M.-Lazarett am Rande Barcelonas von der Rekonvaleszenz zurückkehrte, hatte sich die politische Situation fundamental verändert. Die sowjetischen Waffenlieferungen wurden von Politkommissaren begleitet, die angefangen hatten, „Säuberungen“ im sowjetischen Stil durchzuführen. Orwell war in Lebensgefahr und musste sich wiederholt verstecken, um der drohenden Verhaftung wegen seiner Zugehörigkeit zur zwischenzeitlich verbotenen P.O.U.M. durch moskautreue Stalinisten zu entgehen. Zusammen mit seiner Frau Eileen gelang ihm die Flucht nach Frankreich.

### Homage to Catalonia
Mitte Juli 1937 kehrte Orwell nach England zurück und schrieb im zweiten Halbjahr 1937 sein Buch Mein Katalonien (englisch Homage to Catalonia). Sein Verleger Victor Gollancz, der zu diesem Zeitpunkt wie viele englische Intellektuelle prosowjetisch eingestellt war und den erfolgreichen Left Book Club gegründet hatte, lehnte die Veröffentlichung 1938 ab, ohne das Buch gelesen zu haben. Ähnlich reagierte das Gros der Labour-Presse. Schließlich fand er mit Fredric Warburg einen risikobereiten britischen Verleger, der den Text von Homage to Catalonia herausgab; es erschien 1938 in London. Bei verhaltener Kritik wurden jedoch nur einige hundert Exemplare verkauft. Orwell erachtete dieses Buch dennoch als eines seiner besten Werke. Es handelt sich um einen Erfahrungsbericht und eine Analyse des politischen und propagandistischen Geschehens während des Spanischen Bürgerkrieges und reflektiert zugleich Orwells „tiefe Enttäuschung über den stalinistischen ‚Verrat‘ an Spanien“.

### Kur in Französisch-Marokko
Am 13. Juni 1938 trat Orwell in die ILP ein. Um einen Tuberkuloseherd in seiner Lunge auszukurieren, reiste das Ehepaar Orwell im September 1938 nach Französisch-Marokko, wo es in Marrakesch ein Haus mietete. Die Reise wurde von dem Schriftsteller Leo H. Myers finanziert. In Marrakesch schrieb Orwell den Roman Auftauchen, um Luft zu holen (englisch Coming Up for Air).

### Zeit des Zweiten Weltkrieges

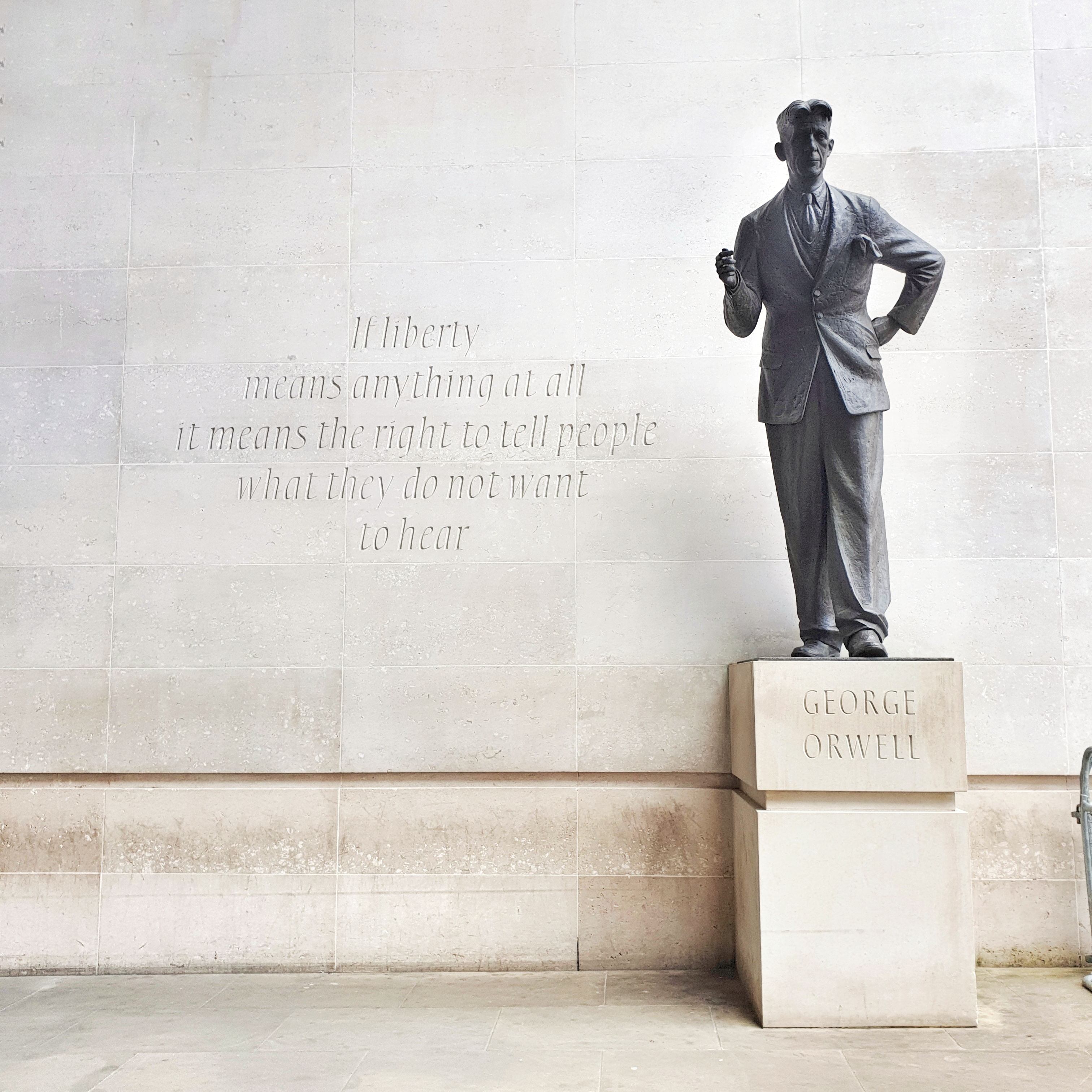
Statue von George Orwell im BBC Broadcasting House: “If liberty means anything at all it means the right to tell people what they do not want to hear.”

Am 30. März 1939 kehrte das Ehepaar Orwell nach England zurück und bezog wieder das Haus in Wallington. Mit Abschluss des Hitler-Stalin-Pakts wurde Orwell zum Patrioten. Als Großbritannien und Frankreich am 3. September 1939 Deutschland nach dessen Überfall auf Polen den Krieg erklärten, meldete sich Orwell als Freiwilliger. Wegen seiner schlechten gesundheitlichen Verfassung lehnte man ihn jedoch ab. Nach 1939 arbeitete Orwell vermehrt als Buchkritiker. Im April 1939 begann er die Arbeit an seiner Essaysammlung Inside the Whale, die 1940 bei Gollancz erschien. Im Juni 1940 trat Orwell der Home Guard bei. Im Herbst 1940 verfasste er die sozialistisch-patriotische Schrift The Lion and the Unicorn. Am 18. August 1941 begann er in der Südostasien-Abteilung seine Arbeit bei der BBC. 1942, weiterhin für die BBC tätig, schrieb er etliche Beiträge für diverse Zeitungen und Zeitschriften. Am 18. November 1942 erschien seine Sammlung Talking to India bei Allen & Unwin. Am 23. November 1943 musste er aus gesundheitlichen Gründen aus der Home Guard ausscheiden. Am Tag darauf beendete er seine Tätigkeit bei der BBC wegen politischer Unstimmigkeiten und wurde Feuilletonchef bei der Zeitschrift Tribune, für die er zudem die Kolumne As I Please verfasste. In diesen zwei Jahren sammelte er wesentliche Erfahrungen mit britischer, deutscher und insbesondere sowjetischer Propaganda, die sich in der Arbeit von Winston Smith in 1984 wiederfindet.
Im Juni 1944 adoptierte er mit seiner Frau Eileen den drei Wochen alten, am 14. Mai geborenen Jungen, den sie Richard Horatio nannten. Sie entschieden sich für die Adoption, da Eric Blair annahm, dass er selbst keine Kinder bekommen könnte. Eileen starb, als Richard noch kein Jahr alt war. Eric Blair war ein liebevoller Vater.
Am 28. Juni 1944 wurden sie ausgebombt, woraufhin sie die Stadtwohnung der Schriftstellerin Inez Holden bezogen. Im Februar 1945 gab er seine Anstellung als Literaturredakteur bei der Tribune auf und fuhr als Kriegsberichterstatter für den Observer und die Manchester Evening News nach Paris und Köln, wo er erneut erkrankte. Währenddessen starb seine Frau Eileen am 29. März überraschend während einer Operation an den Folgen einer Narkose, weshalb er kurz nach England zurückkehrte. Vom 8. April bis zum 9. Mai 1945 reiste er nach Nürnberg und Stuttgart, wo er am 8. Mai den Tag der Befreiung, das Kriegsende in Europa, erlebte. Im August 1945 wurde Orwell Vizepräsident des Freedom Defence Committee, das sich für die Erhaltung der Bürgerrechte einsetzte.
Orwell plädierte in einem 1945 veröffentlichten Essay dagegen, den Deutschen für ihre Verbrechen „ungeheuerliche Friedensbedingungen“ aufzuzwingen. Er schrieb: „Rache ist sauer“.

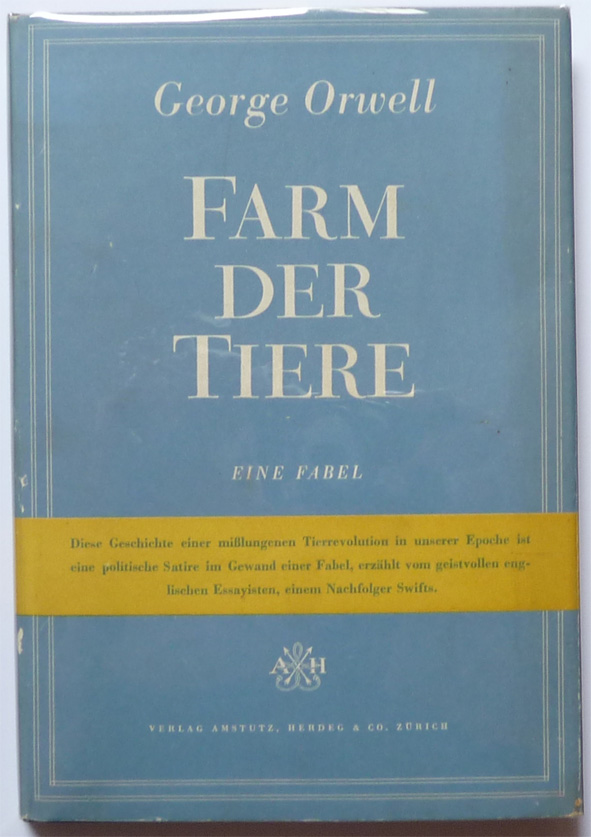
Deutsche Erstausgabe 1946, Amstutz, Herdeg & Co. Zürich

### Durchbruch als Schriftsteller
Erst als Orwell Köstlers Buch Sonnenfinsternis zur Begutachtung bekam, welches die gleichen Vorgänge wie Mein Katalonien beschrieb, aber alleine in Frankreich eine halbe Million Mal verkauft worden war, verstand er, dass fiktionalisierte Literatur und nicht Journalismus oder Erinnerungsliteratur der effektivste Weg zur Darstellung von Totalitarismus war.
1944 stellte Orwell sein Anti-Stalinbuch Farm der Tiere (englisch Animal Farm: A Fairy Story) fertig, in dem er in der Form einer Parabel das Scheitern der Russischen Revolution und den Verrat der sozialistischen Ideale durch den Stalinismus beschreibt. Der satirische Roman war eine Abrechnung des überzeugten Sozialisten Orwell mit dem totalitären System in der Sowjetunion: Er stellt die Entwicklung in der Sowjetunion unter Stalin hin zu Ausbeutung, privilegierten Gruppen und Terror dar. Das Buch wurde von mehreren Verlagen abgelehnt, u. a. weil man sich daran störte, dass die herrschende Kaste darin ausgerechnet als Schweine dargestellt wurde, weshalb man befürchtete, dass die empfindlichen Sowjets dadurch beleidigt würden. Orwell wollte das Buch schon im Selbstverlag oder in einem kleinen anarchistischen Verlag herausbringen, da wurde es im Juli 1944 von Secker & Warburg angenommen. Es erschien später als geplant im August 1945. Redewendungen aus diesem Buch sind zum sprachlichen Gemeingut geworden, so etwa All animals are equal, but some animals are more equal than others – oder kurz Some are more equal than others („Einige sind gleicher als andere“).

### Umzug auf die Insel Jura und Veröffentlichung von1984

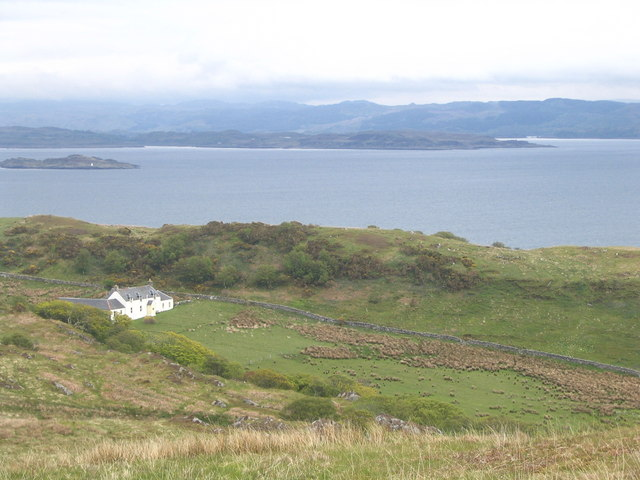
Barnhill auf der schottischen Insel Jura: In diesem Gebäude arbeitete Orwell an seinem Roman 1984.

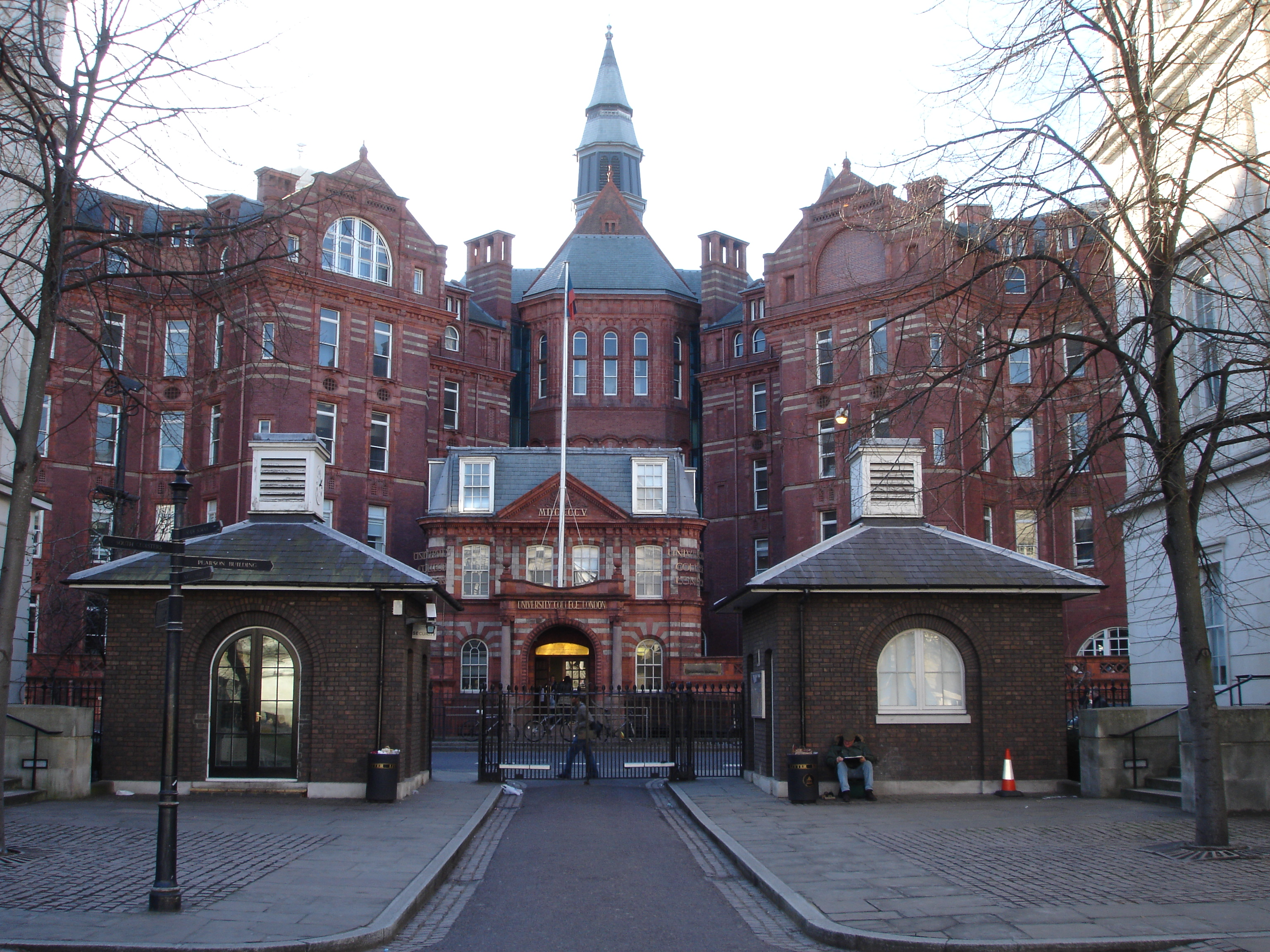
Orwell starb im University College Hospital in London an Tuberkulose.

Im Mai 1947 zog George Orwell mit seiner jüngeren Schwester Avril, seinem Sohn Richard und einem Kindermädchen in die Abgeschiedenheit der Hebriden-Insel Jura vor der Westküste Schottlands. Er lebte in Barnhill, einem verlassenen Farmhaus ohne Strom und Telefon, umgeben von einer Landschaft aus Heide, Torf und Moor. Auf der einsamen Insel schrieb er 1947 und 1948 eine „Utopie in Form eines Romans“, die 1984 heißen sollte. Sein Haus auf der weit im Norden gelegenen Insel Jura war teilweise baufällig, schwer mit dem zur Verfügung stehenden Torf zu beheizen und untergrub seine Gesundheit. 1947 wurde er in Glasgow ins Krankenhaus eingeliefert, wo man eine erhebliche Zerstörung des linken Lungenflügels diagnostizierte. Er musste monatelang still liegen und wurde mit Streptomycin behandelt. Nach seiner Rückkehr arbeitete er unermüdlich an dem Manuskript von 1984, das er im Dezember 1948 an den Verlag schickte.
Im Juni 1949 wurde der Roman 1984 (englisch Nineteen Eighty-Four) veröffentlicht; er wurde sein bekanntestes Werk. Der Roman ist eine der düstersten Zukunftsvisionen der Literatur. George Orwell zeichnet mit analytischer Schärfe das Schreckensbild eines totalitären Überwachungsstaates nach dem Muster der Sowjetunion. Ein solcher Staat, der auf totaler Überwachung und Kontrolle basiert, wird heute auch als „Orwell-Staat“ bezeichnet. Die bedrückende, dystopische Vision hat unter anderem die Science-Fiction-Literatur stark beeinflusst. Auch aus diesem Werk gingen Sprachschöpfungen Orwells in den allgemeinen Sprachgebrauch über, wie 1984, Großer Bruder, big brother is watching you, doppelplusungut, Neusprech und Doppeldenk. Das Buch wurde in 30 Sprachen übersetzt und erzielte Auflagen von vielen Millionen.

### Heirat auf dem Krankenbett
Die Tuberkulose hatte Orwell fast ein Jahrzehnt begleitet, weshalb er immer wieder Lungenprobleme hatte (er berichtete aber auch von Problemen mit einem Lungenflügel bereits in der Kindheit) und Kuren in diversen Sanatorien machte. Im Londoner University College Hospital heiratete er am 13. Oktober 1949 auf dem Krankenbett die 15 Jahre jüngere Sonia Brownell (1918–1980), die als Redaktionsassistentin bei der Zeitschrift Horizon seines Freundes Cyril Conolly angestellt war. Einige Tage vor der geplanten Abreise in die Schweiz erlitt er eine Lungenblutung, an der er in der Nacht des 21. Januar 1950 im Alter von 46 Jahren starb.
Das Grab Orwells befindet sich auf dem All Saints’ Churchyard in Sutton Courtenay in Oxfordshire.

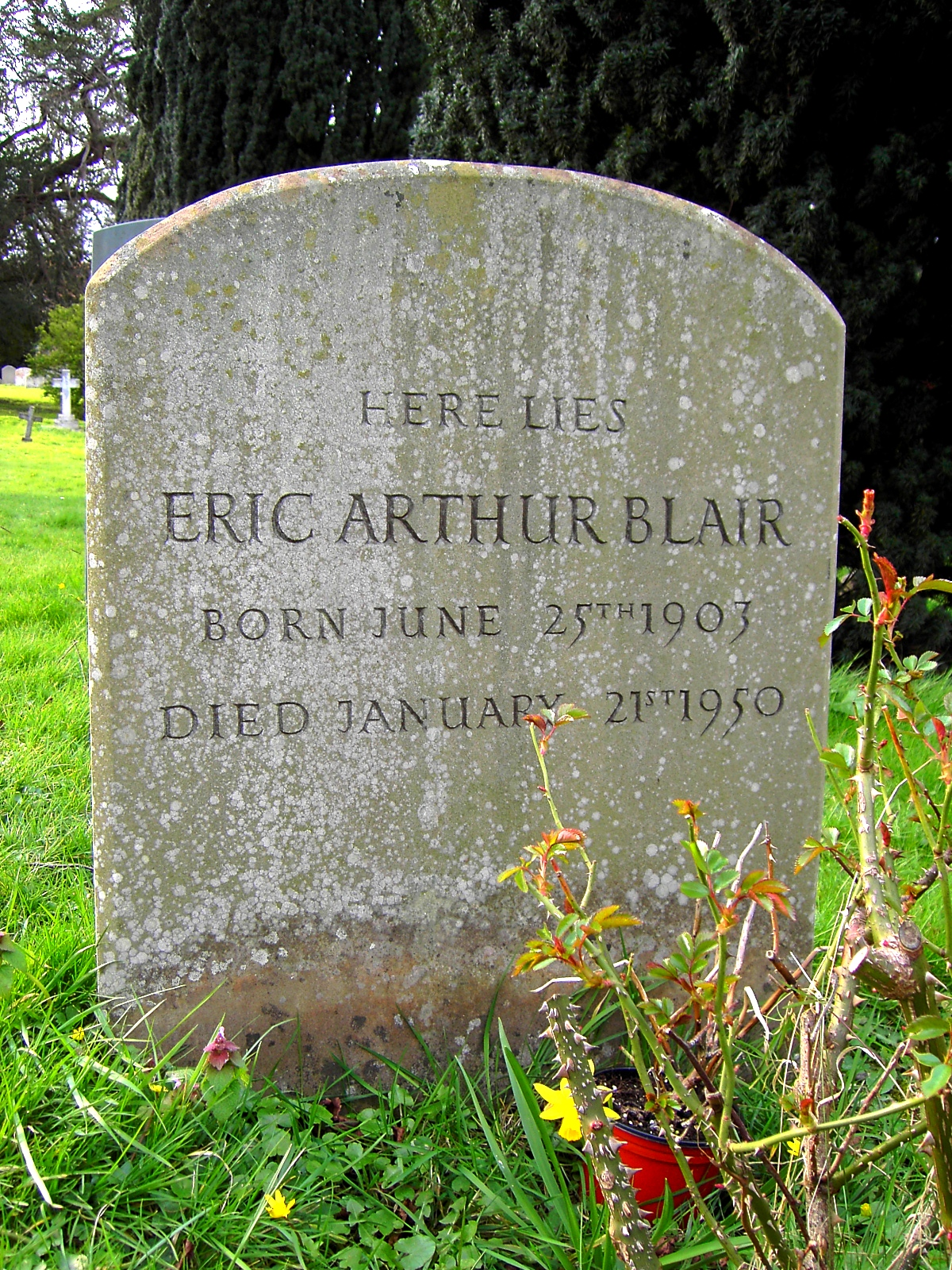
Auf dem Grabstein in Sutton Courtenay steht Orwells bürgerlicher Name: Eric Arthur Blair.

## Einflüsse anderer Autoren
Der Buchkritiker Orwell hat im Laufe seines Lebens viele Autoren seiner Zeit persönlich getroffen oder zumindest Briefkontakt mit ihnen gehabt, unter anderem:
- Aldous Huxley (Schöne neue Welt), sein Literaturprofessor in Eton
- H. G. Wells – Diskussionen um eine liberale Weltregierung (an anderer Stelle kritisierte er Wells aber heftig wegen seiner Einschätzung der militärischen Fähigkeiten der Achsenmächte)[28]
- Arthur Koestler (Darkness at Noon)
- Leopold Kohr (Das Ende der Großen)
- James Joyce (Ulysses)
- Jewgeni Samjatin (Wir)

## Politische Haltung
George Orwell war Sozialist. Seine Erfahrungen in Burma, die eine starke Abneigung gegen den Imperialismus zur Folge hatten, und sein zeitweiliges Leben in finanzieller Not prägten ihn sehr stark. In seinem Essay Why I Write (1947) stellte er alle seine Werke ab 1936 in direkten Zusammenhang mit seiner Überzeugung für den Sozialismus und seinem Kampf gegen Totalitarismus.
Die Art von Sozialismus, die George Orwell dabei vorschwebt, unterscheidet sich grundlegend von den damals gängigen realsozialistischen Regimes wie der UdSSR, die er in seinen Werken verurteilt. Der „demokratische Sozialismus“ ist laut Orwell die einzig zukunftsträchtige Staatsform. Wichtig sind für ihn hierbei der Gedanke eines geeinten Europas und ein Ende des Imperialismus.
2023 wurden russische Buchhandlungen und Bibliotheken angewiesen, die Werke Orwells aus dem Angebot zu nehmen. Das Kulturministerium in Moskau dementierte allerdings, dass es Listen mit „verbotenen Büchern“ gebe.
Orwell wird seit Jahren ein vorurteilsbeladenes Verhältnis gegenüber Juden nachgesagt. Bei genauer Betrachtung kann man aber sagen, dass Orwell in dieser Hinsicht durchaus eine Entwicklung vollzogen hat. Es existieren sowohl frühere Texte mit einer antisemitischen Neigung als auch spätere Texte, in denen Antisemitismus von ihm entschieden zurückgewiesen wird.

## Geheimdienstbeobachtung und -kontakt
Zum ersten Mal wurde Eric Arthur Blair (Orwells Geburtsname) in einem Schriftwechsel zwischen dem Inlands- und dem Auslandsgeheimdienst und der Londoner Polizei 1929 erwähnt, weil er in Paris für linke Organe publizierte und gemutmaßt wurde, dass er sich der kommunistischen Worker’s Life angedient habe.
Erstmals Anfang September 2007 bekanntgemachte Geheimdossiers belegen, dass Orwell ab 1929 bis zu den Jahren des Zweiten Weltkriegs von einer Spezialabteilung von Scotland Yard, dem Vorläufer des britischen Inlandsgeheimdienstes MI5, wegen vermuteter landesverräterischer Absichten und seiner revolutionären Ideen überwacht wurde und man ihm einstweilen „fortgeschrittene kommunistische Ansichten“ attestierte. Ein MI5-Mitarbeiter habe Anfang Februar 1942 nachgefragt, was eigentlich mit Orwells „fortgeschrittenen kommunistischen Ansichten“ genau gemeint sei. Dabei stellte sich heraus, dass Orwells jüngste Werke, Der Löwe und das Einhorn und seine Beiträge zu Gollancz’ Symposium Der Verrat der Linke gegen die Kommunistische Partei gerichtet waren und ihm die Partei mit einer ähnlichen Abneigung gegenübergestanden habe. Der Akte habe ein Fragebogen der Zeitschrift Left vom November 1941 beigelegen, der Orwells linkspatriotische Haltung im Krieg belegt habe. Aus diesem Grund habe das MI5 1943 keine Einwände gegen Orwells Akkreditierung als Korrespondent des Sunday Observer beim Hauptquartier der Alliierten in Nordafrika erhoben.
1996 war bekannt geworden, dass Orwell einer Bekannten zuliebe dem Information Research Department (IRD), einer 1948 gegründeten halbgeheimen Propaganda-Sonderabteilung des Britischen Außenministeriums zur Bekämpfung kommunistischer Infiltration, im Mai 1949 eine Einschätzung von 38 Schriftstellern und Künstlern abgab. Mit den Erläuterungen gab er seine Meinung über prokommunistische Tendenzen respektive fehlende Distanz zum Stalinismus der Betroffenen ab. Hauptsächlich enthielt diese Liste die Namen von Journalisten, jedoch standen unter anderem auch die Schauspieler Michael Redgrave und Charlie Chaplin darauf. Alle von Orwell Benannten hatten sich zuvor öffentlich prosowjetisch oder prokommunistisch geäußert, wurden von Orwell aber gerade im Falle von Chaplin und Redgrave nicht als geheime Unterstützer angesehen. Zu Edward Hallett Carr meinte Orwell, er sei einfach ein „Appeaser“, und Isaac Deutscher war mit der Bemerkung „nur Sympathisant“ aufgeführt. Er schätzte hingegen den tatsächlich später als sowjetischen Agenten identifizierten Journalisten Peter Smollett als „fast sicher eine Art Agent“ (almost certainly agent of some kind) und „schleimig“ ein und unterschied so, wen er als IRD-Autor für ungeeignet hielt.

## Ehrungen
1996 bekam Orwell für seinen Roman Farm der Tiere postum den Retro Hugo Award verliehen, eine Auszeichnung für Science-Fiction-Literatur.
Am 23. Mai 2000 wurde der Asteroid (11020) Orwell nach ihm benannt.
2017 wurde Orwell postum in die Science Fiction Hall of Fame aufgenommen.
Ein Orwell-Museum in seinem Geburtshaus in Motihari wurde im Mai 2015 eröffnet.
Die Orwell Society, eine literarische Gesellschaft und eine in Großbritannien eingetragene Wohltätigkeitsorganisation, fördert das Verständnisses und die Wertschätzung des Lebens und der Werke von George Orwell. Sein Sohn, Richard Blair ist Schirmherr der Gesellschaft.

## Werke (Auswahl)
- 1933 – Down and Out in Paris and London (Erledigt in Paris und London; Diogenes 1978 und Comino 2021)
- 1934 – Burmese Days (Tage in Burma, aus dem Englischen von Manfred Allié; mit einem Nachwort von Manfred Papst, Zürich : Dörlemann, [2021], ISBN 978-3-03820-080-2)
- 1935 – A Clergyman’s Daughter (Eine Pfarrerstochter)
- 1936 – Keep the Aspidistra Flying (Die Wonnen der Aspidistra)
- 1937 – The Road to Wigan Pier (Der Weg nach Wigan Pier)
- 1938 – Homage to Catalonia (Mein Katalonien) siehe Weblinks
- 1939 – Coming Up for Air (Auftauchen, um Luft zu holen, auch als Das verschüttete Leben herausgegeben)
- 1945 – Reise durch Ruinen. Reportagen aus Deutschland und Österreich; mit einem Nachwort von Volker Ullrich, München C.H.Beck 2021
- 1945 – Animal Farm (Farm der Tiere); von Peter Davison neu kommentierte Ausgabe: Penguin Verlag London 1989, ISBN 0-14-012670-8. Auf Deutsch: Amstutz, Herdeg & Co,  Zürich 1946, Fischer Taschenbuch, Frankfurt 1956. Viele weitere Auflagen.
- 1945 – Notes on Nationalism (Über Nationalismus, München 2020)
- 1946 – Why I Write.
- 1947 – The English People (Die Engländer)
- 1949 – Nineteen Eighty-Four (1984)
- 1968 – The Collected Essays (posthum hrsg. von Sonia Orwell und Ian Angus, 4 Bände)
- 1998 – The Complete Works of George Orwell (hrsg. von Peter Davison und Ian Angus, 20 Bände)

## Filme
- George Orwell – Der Ruf nach Freiheit. (OT: Orwell: Against The Tide) Dokumentation, Spanien, Schottland 2003, Regie: Mark Littlewood, Produktion: Pelicula Films Ltd. Schottland, 55 Min.[42]
- George Orwell: A Life in Pictures, Full Documentary, BBC 2003, 1.28h, https://www.youtube.com/watch?v=s6txpumkY5I (Stand: 19. November 2017).
- Der Film Red Secrets – Im Fadenkreuz Stalins spielt im Kontext der Farm der Tiere, Zitate aus dem Buch werden szenisch verwendet